# Нововолковська сільська рада (Балезінський район)
Новово́лковська сільська́ ра́да (Ново-Волковська сільрада; рос. Нововолковский сельский совет) — колишня адміністративна одиниця у складі Балезінського району Удмуртської АРСР, СРСР.
Сільрада була утворена разом з утворенням Балезінського району згідно з постановою президії ВЦВК від 15 липня 1929 року. Адміністративним центром спочатку було село Нікітіно, з 1939 року — присілок Верхній Кеп. Указом президії ВР Удмуртської АРСР від 5 червня 1941 року з обліку було знято хутір Нова Українка.
Згідно з указом президії ВР Удмуртської АРСР від 9 травня 1963 року сільрада була ліквідована, а населені пункти поділені між Андрейшурською та Бидипіївською сільрадами:
- до складу Андрейшурської сільради — казарма 25 км, селище Верх-Люцького ліспромгоспу, присілки Верхній Кеп, село Ворончиха, присілки Вужпа, Зора, Лулим, село Нововолково, присілки Ситники, Тазлуд;
- до складу Бидипіївської сільради — присілки Карма, Москвашур, Новий Кеп, Порошино, Старий Кеп.

Склад сільради станом на 1929 рік:
- починок Баранлуд
- присілок Ворончиха
- присілок Вужпа
- присілок Зора
- присілок Карма
- присілок Кеп Верхній
- присілок Кеп Новий
- присілок Кеп Старий
- присілок Лулим
- присілок Москвашур
- село Нікітіно
- присілок Порошино
- присілок Ситники
- присілок Тазлуд
- починок Україна Нова
- починок Фоміних-1

Склад сільради станом на 1939 рік:
- починок Баранлуд
- присілок Верхній Кеп
- присілок Ворончиха
- присілок Вушпа (Вужпа)
- присілок Зора
- присілок Карма
- присілок Лулим
- присілок Москвашур
- починок Нова Україна
- присілок Новий Кеп
- присілок Нововолково
- присілок Порошино
- присілок Ситники
- присілок Старий Кеп
- присілок Тазлуд

Склад сільради станом на 1955 рік:
- казарма 25 км
- селище Верх-Люцького ліспромгоспу
- присілок Верхній Кеп
- село Ворончиха
- присілок Вужпа
- присілок Зора
- присілок Карма
- селище Лісоучасток Балезінського ліспромгоспу
- присілок Лулим
- селище Люк
- присілок Москвашур
- присілок Новий Кеп
- присілок Нововолково
- присілок Порошино
- присілок Ситники
- присілок Старий Кеп
- присілок Тазлуд

Склад сільради станом на 1961 рік:
- селище Верхлюцький Лісоучасток
- присілок Верхній Кеп
- село Ворончиха
- присілок Вужпа
- присілок Зора
- присілок Карма
- присілок Лулим
- селище Люк
- присілок Москвашур
- присілок Новий Кеп
- село Ново-Волково
- присілок Порошино
- присілок Ситники
- присілок Старий Кеп
- присілок Тазлуд